# جدرا
جدرا هي إحدى القرى اللبنانية من قرى قضاء الشوف في محافظة جبل لبنان تقع على الساحل وأكثر سكانها يعتنقون المسيحية المارونية.